# Cupaniopsis bilocularis
Cupaniopsis bilocularis är en kinesträdsväxtart som beskrevs av F. Adema. Cupaniopsis bilocularis ingår i släktet Cupaniopsis och familjen kinesträdsväxter. Inga underarter finns listade i Catalogue of Life.